# Эл Мартино
Эл Марти́но (также Аль Мартино, Al Martino; наст. имя Alfred Cini (7 октября 1927 года, Филадельфия, Пенсильвания, США — 13 октября 2009 года, Пенсильвания) — американский эстрадный певец-крунер итальянского происхождения.

## Биография
Вырос в одном квартале с будущей оперной звездой Марио Ланца, по совету которого стал в конце 1940-х выступать в ночных клубах, взяв имя дедушки в качестве псевдонима. В 1952 году убедил Ланца отказаться от записи новой песни «Here in My Heart», которая в исполнении Мартино стала одним из крупнейших шлягеров того года, покорив хит-парады по обе стороны Атлантики. В частности, этот сингл стал первым хитом № 1 первого в истории Великобритании чарта продаж — UK Singles Chart.
Звезда Мартино померкла достаточно быстро: его взяла под «опеку» филадельфийская группировка гангстеров-итальянцев, которая потребовала у него 75 тысяч долларов в качестве «залога» за беспрепятственное продолжение карьеры. По другой версии, деньги с Мартино вымогал Альберт Анастазия, босс нью-йоркской семьи Гамбино. В этих условиях молодой исполнитель ретировался в Великобританию, где довольно успешно выступал с концертами и выпускал синглы. В США Мартино смог вернуться в 1958 году, после убийства Анастазии, заручившись поддержкой влиятельных боссов мафии Анжело Бруно и Рассела Буфалино.
В отличие от Европы, к началу 1960-х в США имя Мартино было практически забыто, поэтому он работал в основном для итальянской диаспоры, периодически записываясь на родном языке. Благодаря неустанной концертной деятельности, к середине 1960-х он выбился в первую шеренгу эстрадных исполнителей США, а его шлягер «Spanish Eyes» прошёлся в 1966 году по вершинам всех хит-парадов мира, включая Billboard Hot 100.
В 1972 году Мартино сыграл стареющего певца Джонни Фонтейна в культовом фильме «Крёстный отец», а также исполнил песню к этому фильму — «Speak Softly Love». Хотя фигура Фонтейна была во многом основана на истории жизни самого Мартино, большинство зрителей посчитало, что прототипом Фонтейна является легендарный певец Фрэнк Синатра. По словам Мартино, Фрэнсис Форд Коппола отказался снимать его и певец смог получить роль Фонтейна только благодаря вмешательству Рассела Буфалино, который обратился напрямую к директору кинокомпании «Парамаунт» Роберту Эвансу.
К концу 1970-х Мартино практически прекращает записываться, однако в 1993 году в Германии выходит его альбом под названием «The Voice To Your Heart», в работе над которым принимал участие Дитер Болен. Последними хитами Аль Мартино в Европе были перепевки старых песен «Volare» (1975) и «Spanish Eyes» (1966).
Умер 13 октября 2009 года в родной Филадельфии, штат Пенсильвания.